# 이토 이쿠코
이토 이쿠코(일본어: 伊藤郁子, 1961년 8월 25일 ~ )는 일본의 애니메이터, 캐릭터 디자이너, 일러스트레이터, 애니메이션 감독으로 달의 요정 세일러문 작업과 프린세스 츄츄의 창시자로 가장 잘 알려져 있다.

## 작품

### 애니메이션
- 호호 아줌마
- 천계왕자 칭칭
- 매지컬 타루루토군
- 달의 요정 세일러문 (만화)
- 프린세스 츄츄
- AKB0048
- 나가토 유키짱의 소실
- 소말리와 숲의 신

### 애니메이션 영화
- 매지컬 타루루토군
- 극장판 미소녀전사 세일러문 R
- 토리코
- 포핀Q
- 타마유라
- 마크로스 Δ